# Thorictus nabeulanus
Thorictus nabeulanus là một loài bọ cánh cứng trong họ Dermestidae. Loài này được John miêu tả khoa học năm 1964.